# 5235 Jean-Loup
5235 Jean-Loup este o planetă minoră (asteroid), cu un diametru de 6,709 km, din centura de asteroizi. A fost descoperită pe 16 septembrie 1990 la Observatorul Palomar de Henry E. Holt și a fost numită după Jean-Loup Bertaux⁠(d). 
Obiectul prezintă o orbită caracterizată de o semiaxă mare de 2,2970495 UAi, o excentricitate de 0,14, o înclinație de 4,85539 ° în raport cu ecliptica.